# (4055) Magallanes
(4055) Magallanes es un asteroide que forma parte de los asteroides Amor y fue descubierto por Eleanor Francis Helin el 24 de febrero de 1985 desde el observatorio del Monte Palomar, Estados Unidos.

## Designación y nombre
Magallanes recibió al principio la designación de 1985 DO2.
Posteriormente, en 1990, se nombró en honor del explorador portugués Fernando de Magallanes (1480-1521).

## Características orbitales
Magallanes orbita a una distancia media de 1,82 ua del Sol, pudiendo acercarse hasta 1,226 ua y alejarse hasta 2,414 ua. Su inclinación orbital es 23,26 grados y la excentricidad 0,3265. Emplea 897 días en completar una órbita alrededor del Sol.
Magallanes es un asteroide cercano a la Tierra, los próximos acercamientos a la órbita terrestre ocurrirán el 31 de agosto de 2042, el 10 de septiembre de 2047 y el 30 de agosto de 2069.

## Características físicas
La magnitud absoluta de Magallanes es 14,6. Tiene un periodo de rotación de 7,475 horas y 2,49 km de diámetro. Se estima su albedo en 0,31. Magallanes está clasificado en el tipo espectral V de la clasificación SMASSII y al V de la Tholen.